# 新見正勝
新見 正勝（しんみ まさかつ）は、安土桃山時代から江戸時代前期にかけての武将・旗本。新見氏の祖。

## 略歴
弘治3年（1557年）、三河国にて新見正吉の子として誕生。
天正2年（1574年）9月、父・正吉と共に遠江国に所在していた徳川家康に仕える。天正8年（1580年）5月、田中城攻めに参加し、軍功を上げる。天正9年（1581年）、一旦相模国鎌倉郡品濃村において過ごした後、天正12年（1584年）4月、小牧・長久手の戦いに従軍する。このとき勇戦して冑首三級を討取った。この戦いにおいて、家康は尾張国小幡城に凱陣し、正勝を呼び、弓・鉄砲各100挺を本多重次より受け取り、本多広孝の配下に加わり小幡城を守衛すべく命じ、小牧城へと戻った。このとき正勝は家康より無銘の腋刀を賜っている。戦後また品濃村に帰住した。
天正18年（1590年）、小田原征伐に従軍した。家康の関東入国の後、品濃村及び前山田村に250石を采地として拝領した。陣屋は品濃村にあり白旗神社（横浜市戸塚区品濃町）境内となっている。慶長19年（1614年）、大坂の陣に従軍し、御膳奉行を勤めた。このとき陣中にをいて家康より黒瀬戸の茶碗を賜る。
元和元年（1615年）11月、采地を加増され、元和3年（1617年）8月にも再度加増、相模国鎌倉郡、近江国蒲生郡、滋賀郡において810石余りを知行し、その後大坂御金奉行となる。その後、幼少の江戸幕府2代将軍・徳川秀忠の傍に勤仕し、秀忠親筆による「人丸」の二字を賜る。
寛永17年（1640年）2月25日、采地品濃村に隠遁し、寛永19年（1642年）12月20日、同地において死去。享年86。墓所は谷宿公園（横浜市戸塚区品濃町）近くにある。
子孫に正朝、正路、正興らがいる。